# Herold Ágnes

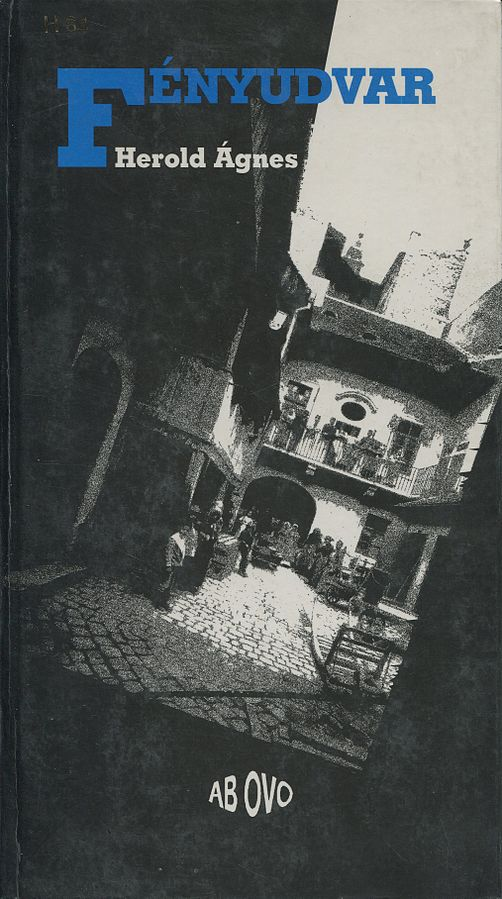
A Fényudvar című könyv borítója

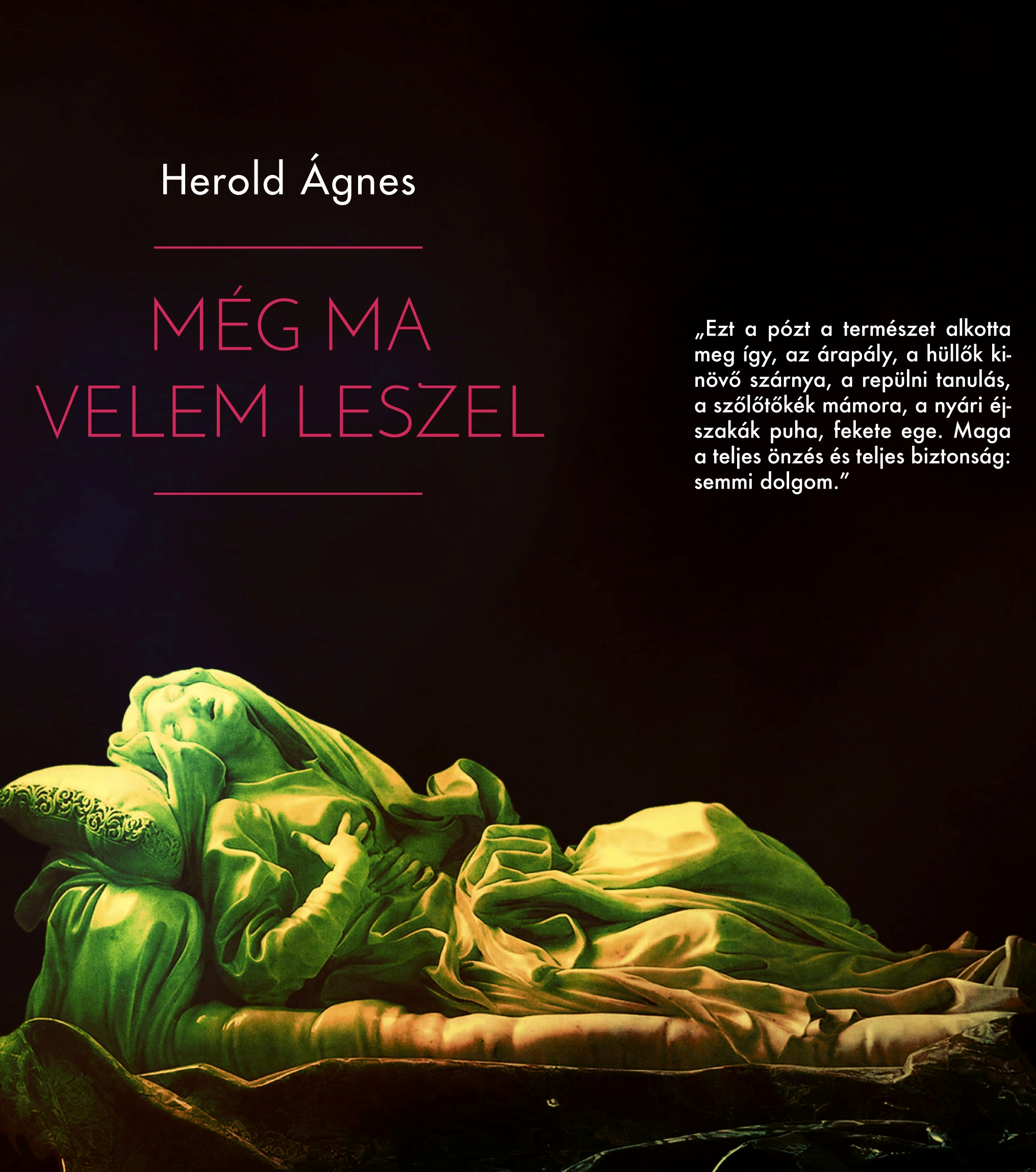
Herold Ágnes: Még ma velem leszel borítója

Herold Ágnes (Budapest, Ferencváros, 1970. július 8. – Budapest, 2017. július 14.) magyar író, szinkrondramaturg.

## Életrajza
Nő vagyok, nem feminista
1970. július 8-án született Ferencvárosban. Tanulmányait az Eötvös Loránd Tudományegyetem Spanyol Nyelv és Irodalom szakán végezte, ahol idegenvezetői ismereteket is szerzett. Publikált a Népszabadság Budapest-rovatában, a Vasárnapi Hírekben, a Magyar Rádióban, recenziókat írt a Magyar Napló felkérésére. Több ezer film magyar szövegét írta spanyol, angol, orosz és német nyelvből fordítva.
Első kötetét, a Fényudvart, amely két kisregényt tartalmaz, lokálpatriotizmusa, a Ferencvároshoz, illetve Budapesthez való kötődése ihlette. A kötet második kisregénye, a Holdpark az azóta eltűnt Vidámparknak állít emléket.
Második regénye 2015. február 25.-én jelent meg a L’Harmattan kiadó gondozásában, Még ma velem leszel címmel. Az erotikus könyv a hagyományos férfi-nő kapcsolatot, szerelmet és szexust tárgyalja. Jelentek meg belőle részletek a Literán, az Élet és Irodalom hasábjain és a Mozgó Világban is.
Nő mondja, férfi mondja... és mi másról mondhatná érzéki pezsgésű vagy izzású monológját, mint a férfiról meg a nőről, a nőről meg a férfiról? A könyvet lassan, ízlelgetve, vissza-visszalapozva kell olvasni, mint minden jó könyvet: szereplői rólunk beszélnek, arról, ami férfi és nő találkozásaiban a legfontosabb pillanat: amikor én velem vagyok, te velem vagy, együtt vagyunk, egymásban, egymásért.... Az elbeszélések és a párbeszédek összeállnak egy nőkből és férfiakból álló baráti-szerelmi kör történetévé, amelyet többen mesélnek el nekünk. Így születik ez a több szempontú regény, amelyben ki-ki a maga módján látja önmagát, a történteket és a másikat. Öröm-szöveg Herold Ágnes regénye, amelyben teljes természetességgel jelenik meg férfi és nő kapcsolatának ritka csodája.

## Publikációk magyarul

### Kötetek
- Fényudvar. Két kisregény / Fényudvar / Holdpark; Ab Ovo, Bp., 1996, ISBN 963-7853-49-9
- Még ma velem leszel; L'Harmattan, Bp., 2015, ISBN 978 963 236 883 2

### Periodikák
- A biliárdasztal lovagjai (Mozgó Világ 2014/7.)
- Csárdáskirálynő. Regényrészlet, 2014. augusztus 19.
- Corvin-negyed. Színmű 2013 június. (A Főnix Művészeti Műhely vizsgaelőadása.)
- Az ég legyen Nekem kegyelmes (Litera, 2012. január 13.
- Szépségkirálynő. Regényrészlet (Élet és Irodalom, 2011. szeptember 16.)
- A mosókonyha. Novella	 (Ex-Symposion 2001. december)
- Nagy vadász. Novella (Polisz, 1999. december 50. szám.)
- Kugler. Kispróza („Felező”) (Berzsenyi Dániel Társaság antológiája, 1998.)
- Alajos. Novella. „Mindenek előtt” (Berzsenyi Dániel Társaság antológiája, 1997.)
- Kardos G. György: Ez is én vagyok. (Könyvajánló, Népszabadság, 1996. június 1.)

## A szerzőről megjelent írások
- Kardos G. György: Az utcáról jött be. Ez is én vagyok, 1996.
- Herold Ágnes: Fényudvar. Kritika. (Élet és Irodalom 1996. május 31.)
- Sör, gang, szerelem. Vig György recenziója (Esti Hírlap 1996. május 31.)
- Fényudvarban, új mesék. Gellért András riportja (Vasárnapi Hírek 1996. június 9.)
- Lányok a Ferencvárosból. Iszlai Zoltán recenziója (Népszabadság 1996. június 10.)
- Prózaporond. Toót H. Zsolt írása a Fényudvarról. (Polisz, 1996. június.)
- A Litera bemutatja - Csak közvetítőként Litera, 2012. január 13.
- Open Library (angolul)